# Posse comitatus

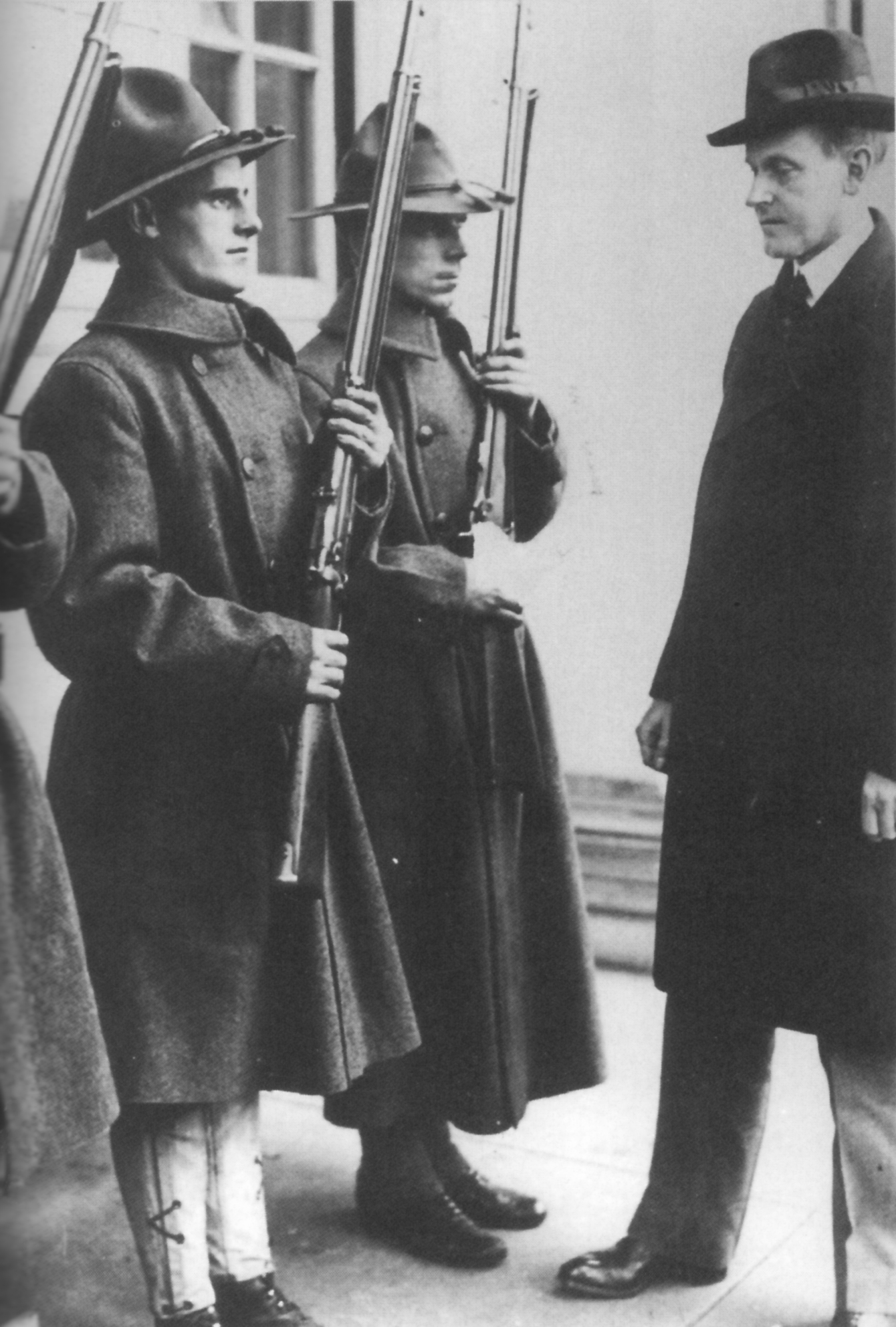
Americký prezident Coolidge si prohlíží domobranu, 1919.

Posse comitatus je všeobecné právo místní autority (v západních a speciálně anglofonních zemích oblastního šerifa) povolat domobranu za účelem udržení pořádku nebo pronásledování a zadržení zločince (tzv. hutesium et clamor). U státních složek vynucujících zákon je ekvivalentem vojenské milice.

## Etymologie
Fráze Posse comitatus v latině znamená „moc země,“ ale ryze právně je myšlena jako moc místní domobrany (propůjčená tímto zákonem).

## Anglie a Skotsko
Během anglické občanské války, v roce 1642, Sir Ralph Hopton použil posse comitatus před Vrchním soudem pro obvinění parlamentaristů z vytváření milic na základě nelegitimní autority a podněcování nepokojů, čímž dokázal přesunout dění války z Cornwallu.

## Spojené státy
Posse comitatus doposud existuje v těch státech USA, které jej nezrušily místními statuty. V době „divokého západu“ existovala reálná nebezpečí eskalace bezpráví a teroru samozvanými gangy, na druhé straně toto právo mohlo být i zneužito (například v roce 1897 v masakru u Lattimerského dolu v Pensylvánii).
V roce 1878 byl ve Spojených státech amerických schválen Posse Comitatus Act, který zakazuje, aby vláda použila armádu v případech, které řeší orgány činné v trestním řízení. V říjnu 2006 prezident G. W. Bush však podepsal John Warner Defense Authorization Act of 2007, který Posse comitatus téměř zcela ruší a umožňuje prezidentovi vyhlásit stav nouze a poslat vojáky kdekoli uvnitř Spojených států i navzdory nesouhlasu guvernéra daného státu či místní autority (např. starosty); dále použít armádu v případě pohromy (doposud se o to staral úřad FEMA), epidemie, teroristického útoku nebo (obecně jakéhokoli) incidentu na území jakéhokoli státu nebo závislého území Spojených států. Tento výnos (který byl kritizován za to, že dává prezidentovi příliš velké pravomoci) byl v roce 2008 zrušen.